# McDonnell F2H Banshee
Il McDonnell F2H Banshee era un aereo da caccia imbarcato, spinto da un bimotore a getto, che è stato prodotto dall'azienda statunitense McDonnell Aircraft Corporation e impiegato dalla seconda metà degli anni quaranta fino al 1962, anno in cui gli ultimi esemplari furono ritirati da parte della Royal Canadian Navy, la marina militare canadese.
Derivato del precedente FH Phantom, ma dotato di un motore in grado di erogare molta più spinta, l'F2H è stato uno dei velivoli più impiegati nella guerra di Corea. Nonostante i suoi due motori, le sue prestazioni non erano molto superiori al pari ruolo Grumman F9F Panther, e la sua configurazione ad ala dritta non consentiva prestazioni confrontabili con quelle dei MiG avversari e degli F-86.
Durante il conflitto fu impiegato anche come cacciabombardiere e caccia notturno.
Il nome Banshee è ripreso dalla mitologia irlandese e indica uno spirito il cui grido è presagio di morte.

## Sviluppo
Ancor prima che il primo Phantom venisse messo in produzione, la US Navy richiese alla McDonnell di approntare il progetto per la sua sostituzione.
La disponibilità di turbogetti di potenza maggiore e la necessità di incrementare l'autonomia operativa del velivolo unite alle buone prestazioni evidenziate dai prototipi portarono, sostanzialmente, ad un aereo molto simile ad un "grande" Phantom.
Malgrado il disegno non originale, comunque, il Banshee era un aereo completamente nuovo e tra i due progetti non vi erano parti comuni, ma piuttosto molte differenze nei dettagli.
Il primo prototipo volò l'11 gennaio 1947 e quattro mesi dopo, la Marina emise il primo ordine per 56 esemplari complessivi, denominati F2H-1 secondo lo schema allora in auge.
Le consegne ebbero inizio nell'agosto del 1948 e, dopo le necessarie prove di valutazione, i velivoli cominciarono a sostituire i Phantom imbarcati sulla USS Franklin D. Roosevelt.
Già nello stesso mese, tuttavia, l'US Navy emise l'ordine per una versione migliorata del Banshee (o Banjo, come venne soprannominato dai piloti): la F2H-2 che, grazie all'allungamento della fusoliera, ospitava serbatoi di carburante più capienti beneficiando di una maggiore autonomia operativa.
Nuove modifiche alla struttura furono apportate con la realizzazione della versione F2H-3, per la cui realizzazione vennero allungati la fusoliera (ancora una volta, per incrementare l'autonomia mediante l'impiego di serbatoi di carburante sempre più grandi) ed il muso dell'aereo, al fine di installare un nuovo radar che avrebbe consentito l'impiego in operazioni ognitempo.

## Descrizione tecnica
Il Banshee era un monoplano ad ala bassa ed era dotato di carrello triciclo anteriore.
La propulsione era affidata a due turbogetti Westinghouse J34, a loro volta uno sviluppo dei J30 che erano installati sui primi Phantom.
L'armamento era costituito da 4 cannoni da 20 mm installati a prua; contrariamente a quanto avvenuto nel Phantom, le cui 4 mitragliatrici erano piazzate per sparare dalla parte superiore del muso dell'aereo, in questo caso i cannoni erano installati nella parte inferiore in quanto, almeno nelle missioni notturne, le raffiche tendevano ad abbagliare i piloti durante il volo.

## Impiego operativo
Il Banshee venne impiegato sia dalla US Navy che dall'US Marine Corps e prese parte alla Guerra di Corea, scoppiata nel giugno del 1950.
L'impiego dei Banshee in Corea riguardò ruoli diversi: dapprima impiegato come scorta per i bombardieri strategici, venne successivamente utilizzato per operazioni di supporto ravvicinato all'avanzata delle truppe terrestri.
Penalizzato dalla velocità inferiore a quella dei principali jet da caccia avversari (generalmente i MiG-15), venne impiegato prevalentemente in zone operative al di fuori della portata di questi e le principali missioni di contrasto all'aviazione nemica furono appannaggio dei F-86 Sabre che operavano da basi terrestri.

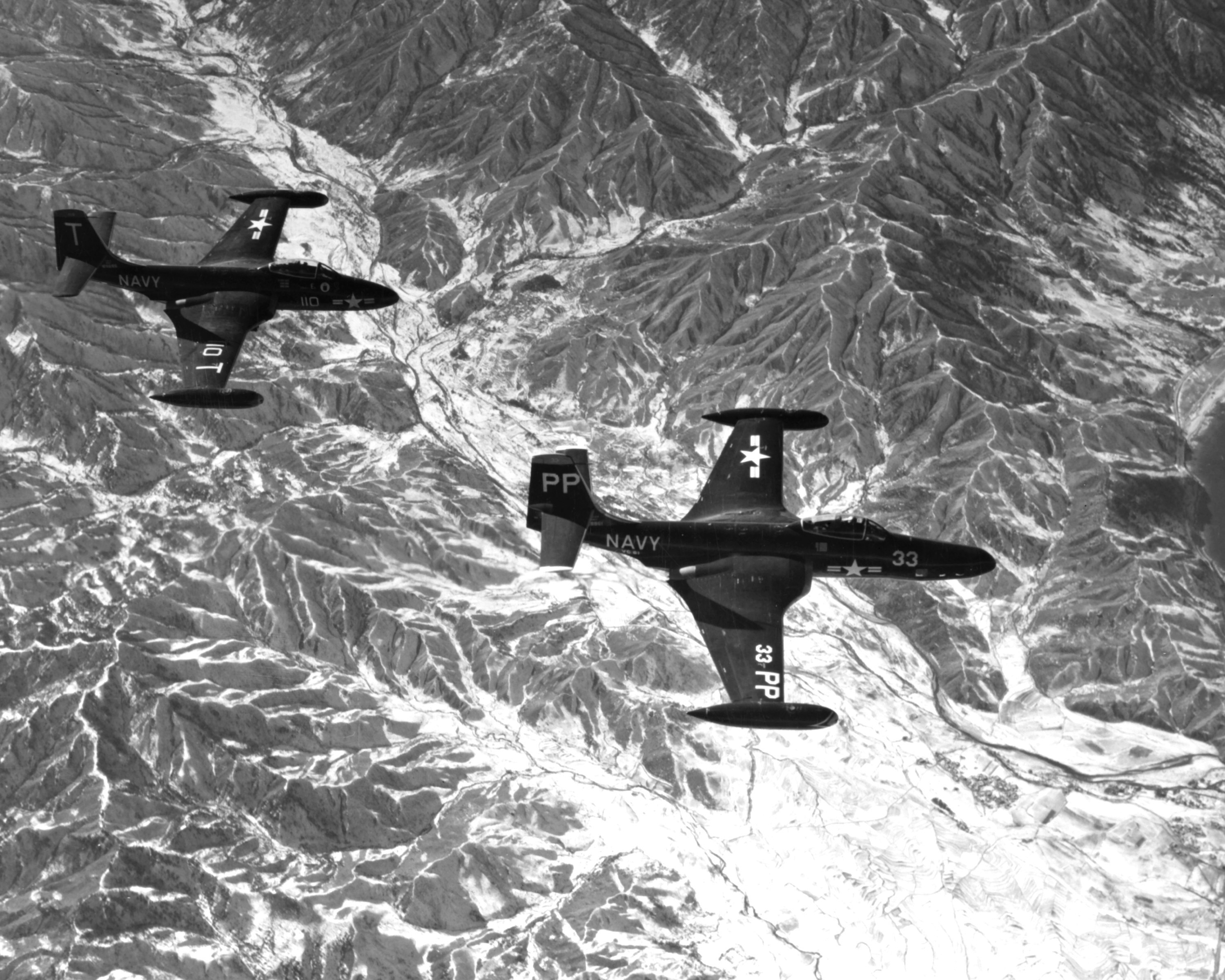
Due F2H-2 nei cieli coreani (1953).

Le perdite subite nel periodo di guerra furono pertanto causate esclusivamente dal tiro della contraerea e riguardarono un totale di 5 velivoli.
Gli ultimi Banshee statunitensi, vennero tolti dal servizio nei primi mesi del 1962.
Già a partire dal 1951 anche l'aviazione della Marina canadese espresse il proprio interesse nei confronti del Banshee, al fine di sostituire i propri Hawker Sea Fury ormai obsoleti.
Vicissitudini legate alla politica di bilancio, resero definitivo l'ordine canadese solamente nel 1953 quando ormai le linee di produzione del F2H erano state chiuse. La Marina canadese fu quindi costretta a ripiegare sull'acquisto di 39 velivoli già impiegati dalla US Navy che furono consegnati nel 1955 ed imbarcati sulla portaerei HMCS Bonaventure (CVL-22).
I Banshee canadesi vennero equipaggiati con missili AIM-9 Sidewinder al fine di incrementare le loro potenzialità di caccia intercettori.
Questi velivoli, ormai provati dagli anni di servizio imbarcato (con le sollecitazioni derivanti soprattutto dagli appontaggi), subirono diversi incidenti (andarono perduti 12 dei 39 Banshee acquistati) e vennero ritirati definitivamente dal servizio nel settembre del 1962.

## Versioni

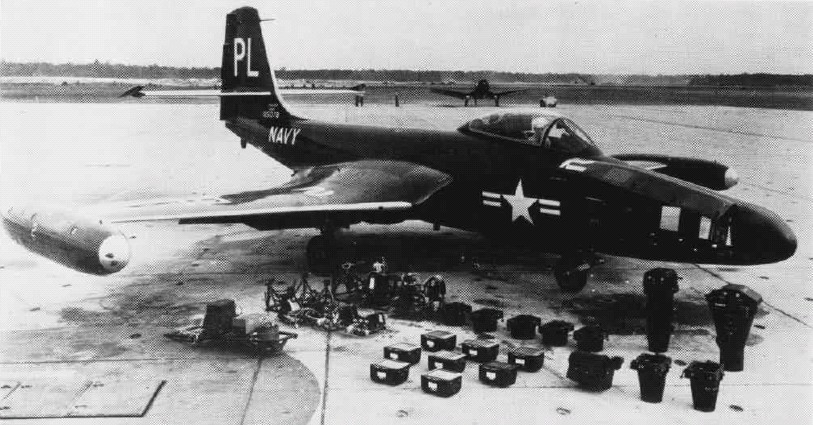
Un F2H-2P ed il suo equipaggiamento per la ricognizione fotografica.

- F2H-1: prima versione di serie, con motori Westinghouse J34-GE-22 (da 13,35 kN); 56 esemplari costruiti;
- F2H-2: aumento della capacità dei serbatoi, installazione di serbatoi anche alle estremità alari, motori J34-WE-34 (da 14,46 kN); 308 esemplari;
  - 2B: versione per impiego come cacciabombardiere, dotata di attacchi subalari per 2 bombe da 227 kg; 27 esemplari;
  - 2N: versione da caccia notturna, con prua allungata per l'impiego di radar AN/APS-19; 14 esemplari;
  - 2P: versione da ricognizione fotografica, priva di armamento offensivo; 89 esemplari;
- F2H-3: caccia ognitempo, con radar APQ-41 e rastrelliere subalari per l'impiego di bombe; 250 esemplari;
- F2H-4: caccia ognitempo, con radar APG-37 e motori Westinghouse J34-WE-38 (da 16,04 kN); 150 esemplari.

Dati tratti da L'Aviazione

## Utilizzatori
Canada
- Royal Canadian Navy

 Stati Uniti
- United States Navy
- United States Marine Corps[4]

## Esemplari attualmente esistenti

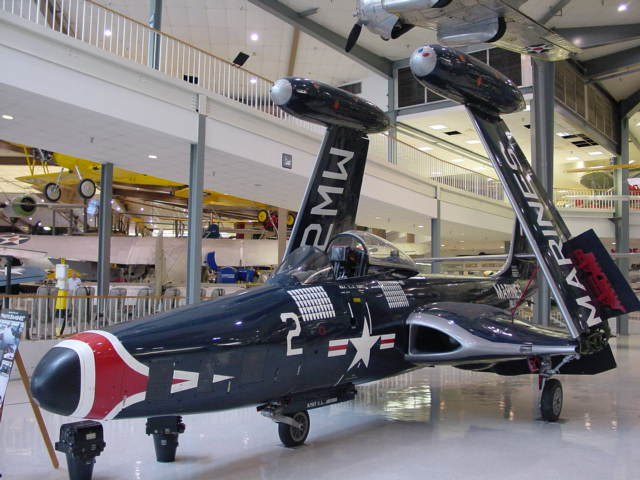
L'F2H-2P Banshee del United States Marine Corps esposto presso il National Museum of Naval Aviation.

Tra gli esemplari conservati in strutture museali si ricorda l'F2H-2P Banshee del United States Marine Corps, versione da ricognizione fotografica conservato presso il National Museum of Naval Aviation di Pensacola, Florida. L'esemplare è dipinto con le effigi del BuNo. 126673 operativo nel Marine Photoreconnaissance Squadron VMJ-1, durante la guerra di Corea (1950-53). Esposto dal 1959 al 1988 nel Pocahontas Park di Vero Beach, in Florida, venne riempito con cemento e sepolto in un parco giochi sulla sabbia. Nel 1989 venne acquisito dal museo e, dopo averlo accuratamente restaurato esposto nelle sue sale con le ali ripiegate.

## Modellismo
- modello in scala, su cybermodeler.com.